# Boloria des prés
Boloria bellona
Espèce
Le Boloria des prés (Boloria bellona) est une espèce de lépidoptères (papillons) de la famille des Nymphalidae et de la sous-famille des Heliconiinae.

## Dénomination
L'espèce Boloria bellona a été décrite par Fabricius en 1775.
Synonymes :
- Papilio bellona Fabricius, 1775 — protonyme
- Clossiana bellona (Fabricius, 1775)[1]

### Noms vernaculaires
Le Boloria des prés se nomme Meadow Fritillary en anglais.

### Sous-espèces
- Boloria (Clossiana) bellona bellona
- Boloria (Clossiana) bellona jenistae (D. Stallings & Turner, 1947)
- Boloria (Clossiana) bellona toddi (Holland, 1928)[1].

## Description
C'est un papillon à l'apex de l'aile antérieure sub-tronqué au dessus de couleur orange orné de discrets dessins de couleur marron, avec une suffusion basale marron.
Le revers des postérieures est d'une couleur brun violacé.

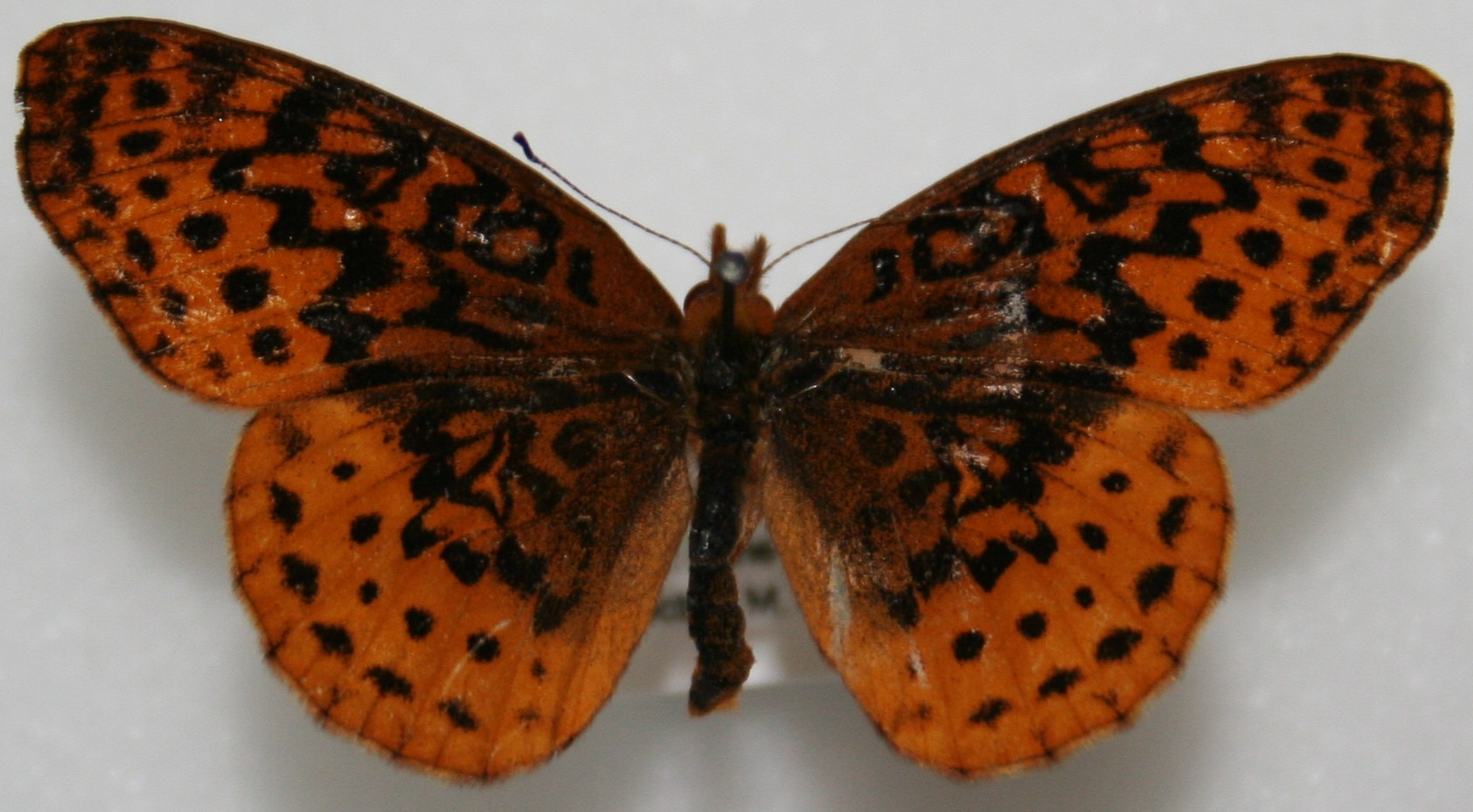
Avers
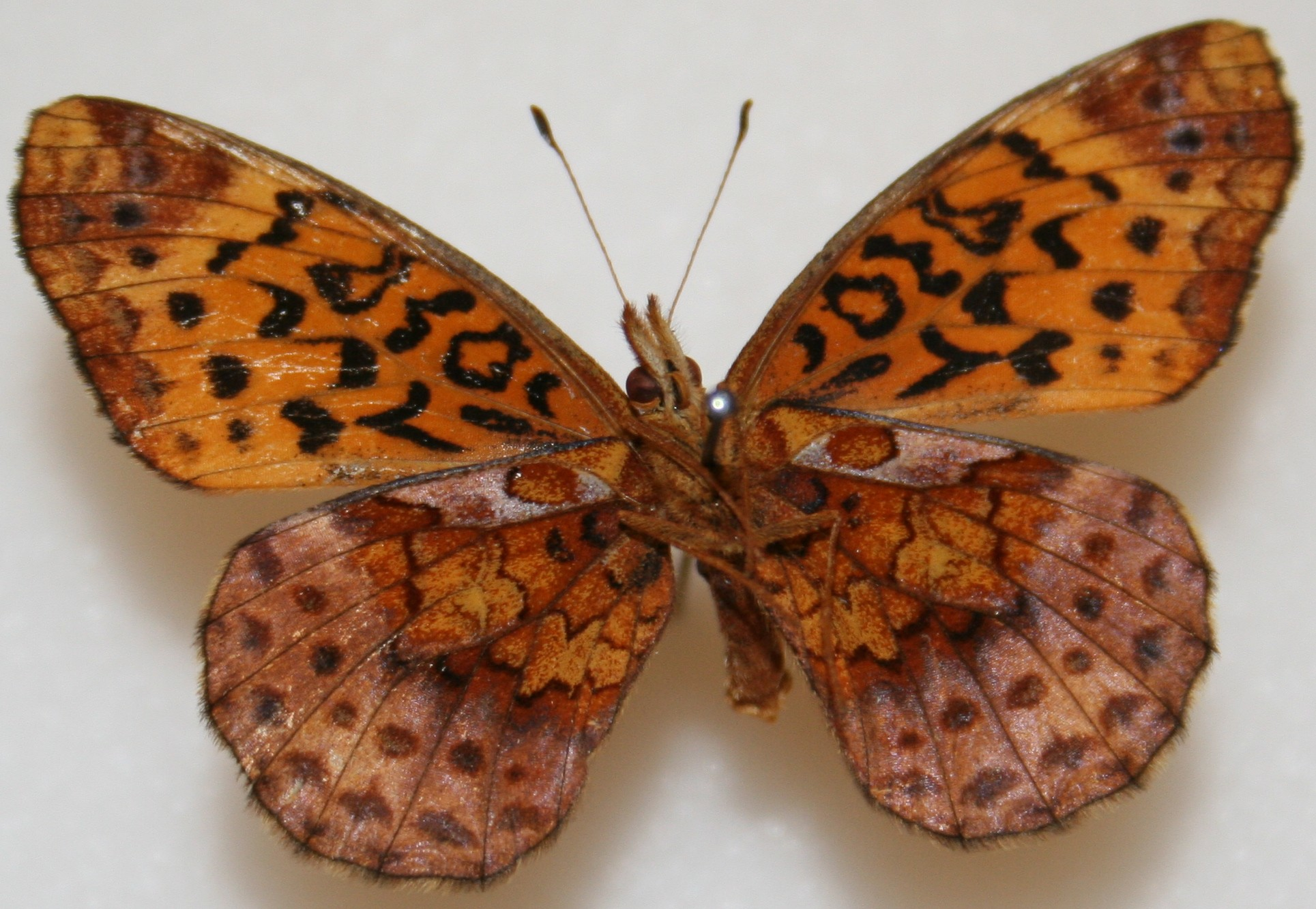
Revers

### Chenille
Elle est de couleur verte avec des épines marron jaune.

## Biologie

### Période de vol et hivernation
Il vole en deux génération en mai et en août, mais en une seule dans le nord de son aire de répartition et trois dans les régions les plus chaudes.

### Plantes hôtes
Ses plantes hôtes sont des Viola : Viola pallens et Viola sororia.

## Écologie et distribution
Le Boloria des prés réside dans tout le nord de l'Amérique du Nord. Il est présent dans presque tout le Canada et aux États-Unis jusqu'au sud de la Caroline du Nord,.

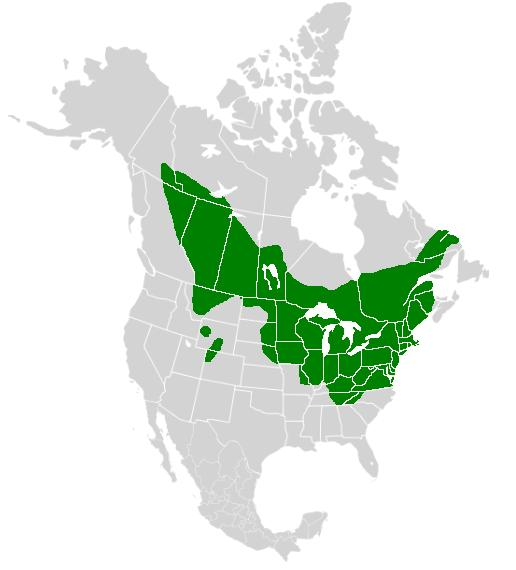
aire de résidence

### Biotope
Il réside dans des habitats très divers : prés, bords de routes, clairières, tourbières.

### Protection
Pas de statut de protection particulier.